# Celata di prua

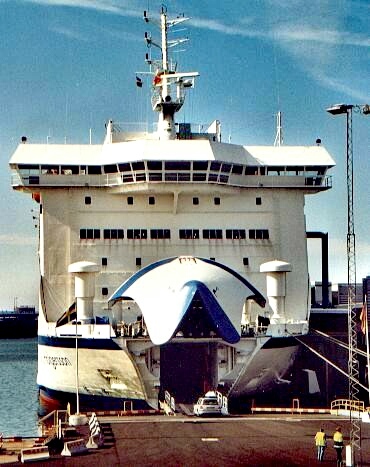
Celata di prua alzata in un traghetto Roll-on/Roll-off

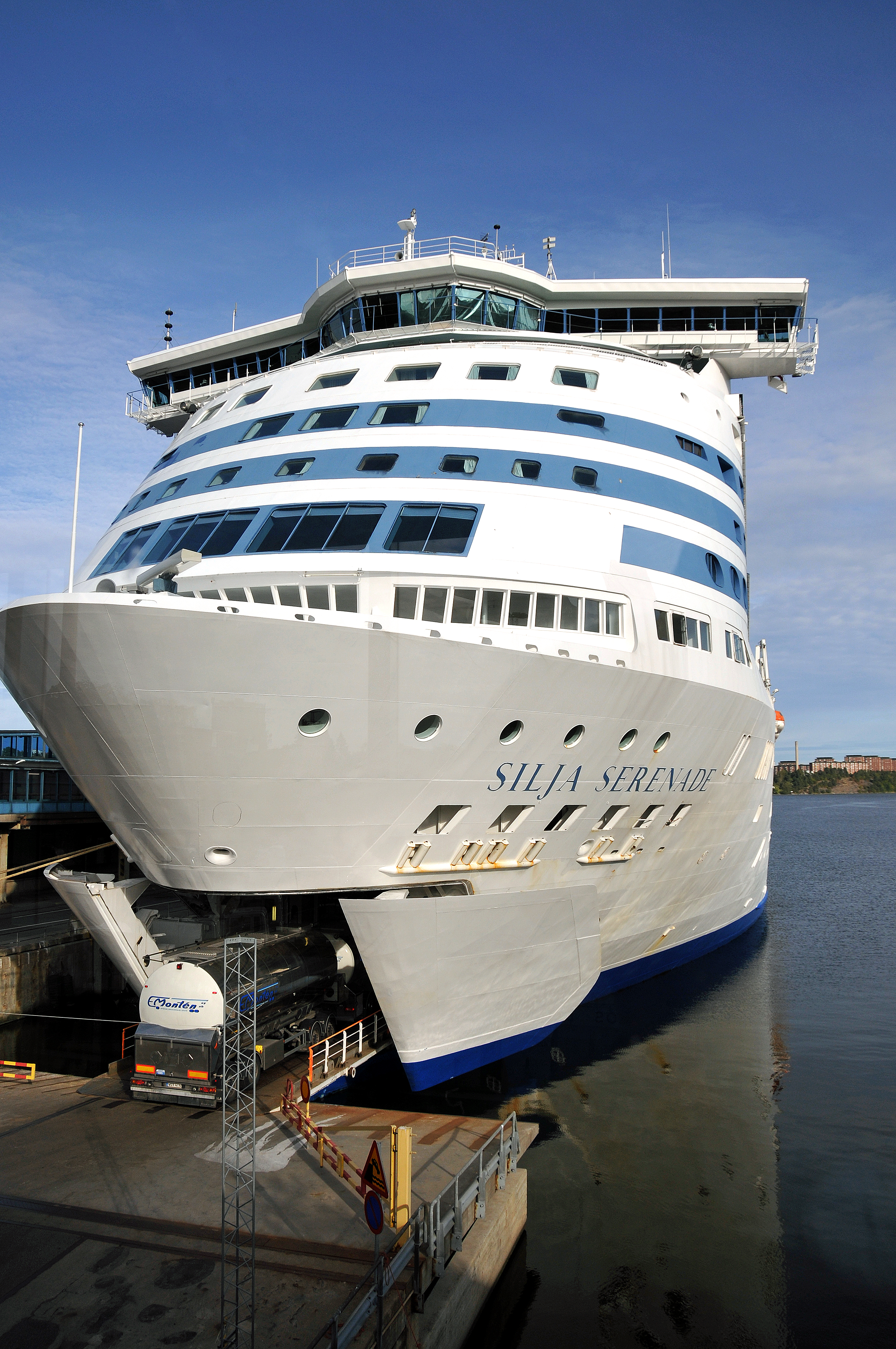
Imbarco in una nave dotata di portelloni di prua

La celata di prua è una caratteristica di alcune navi, in particolare traghetti Roll-on/Roll-off e traghetti ferroviari, che permette alla parte superiore della prua di articolare su e giù, fornendo l'accesso alla rampa di carico e alla piattaforma di stoccaggio.
Nel corso degli ultimi 25 anni le celate di prua sono state progressivamente soppiantate dai portelloni di prua che agiscono come le valve di una conchiglia e si ritengono essere più sicuri delle celate prodiere. In una celata di prua, le forze che agiscono sulla celata in seguito all'impatto delle onde, vengono assorbite dalle cerniere e dalle serrature che possono cedere in seguito a sollecitazioni particolarmente intense. Con i portelloni di prua, le forze delle onde vengono assorbite dalla circostante sovrastruttura di prua.
Il cedimento della celata di prua ha causato la perdita di alcune navi, come il traghetto Estonia.